# Conte di Denbigh
Conte di Denbigh è un titolo ereditario della nobiltà inglese della parìa inglese.

## Storia

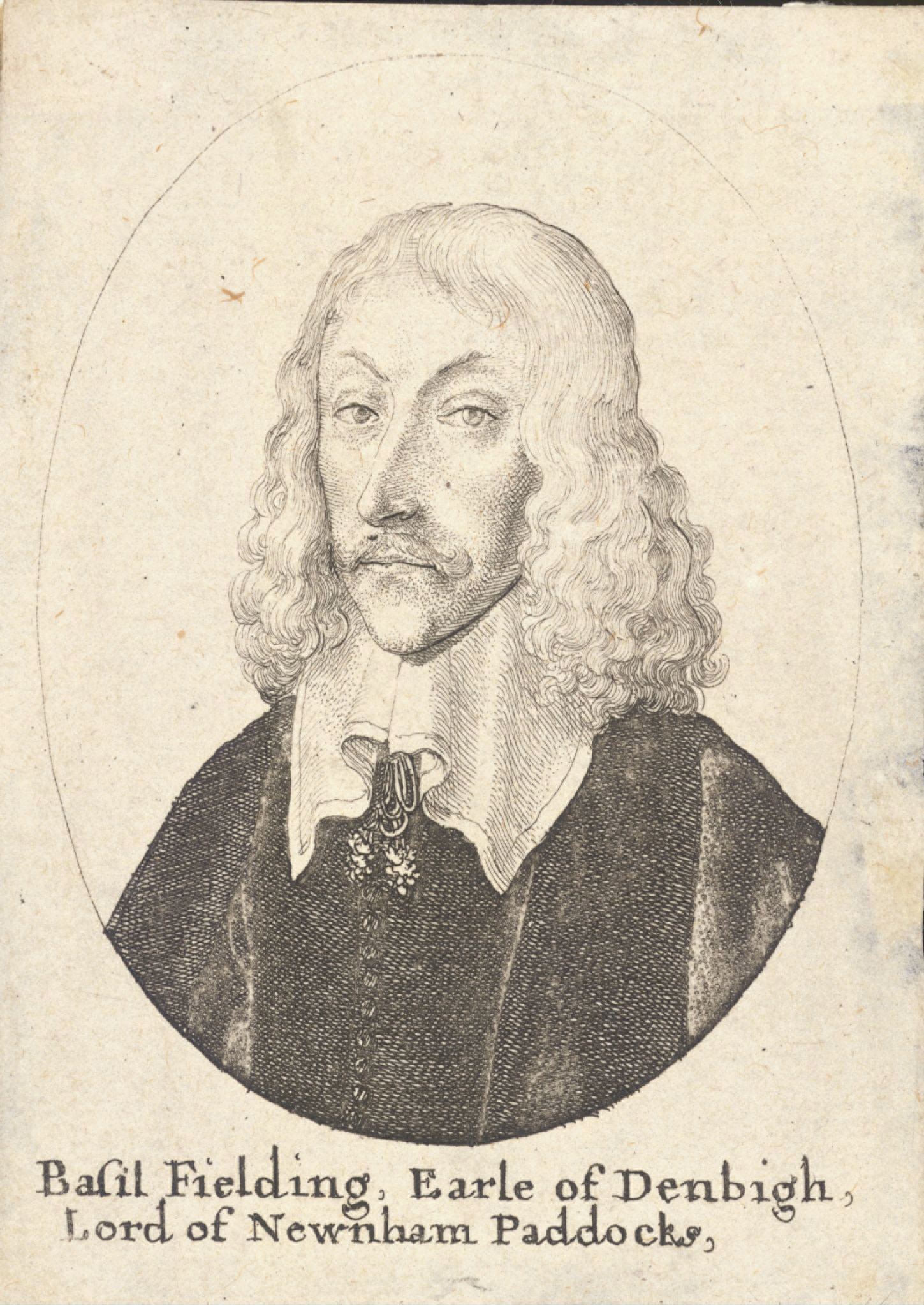
Basil Feilding, II conte di Denbigh.

Il titolo venne creato per la prima volta nel 1622 per il cortigiano e militare William Feilding, I visconte Feilding. Egli era master of the great wardrobe sotto Giacomo I d'Inghilterra e prese parte alla spedizione di Cadice del 1625. Feilding aveva già ottenuto anche i titoli di barone Feilding, di Newnham Paddox nella contea di Warwick, e visconte Feilding nel 1620.
Alla morte di Basil Fielding, II conte, senza eredi, gli succedette un proprio cugino, figlio di George Feilding, figlio a sua volta del primo conte di Denbigh, William Feilding, che già era stato nominato conte di Desmond nel 1628, unitamente al titolo di visconte Callan. Questi titoli erano compresi nella parìa d'Irlanda.
La sede della famiglia è a Newnham Paddox nel Warwickshire.

## Conti di Denbigh (1622)
- William Feilding, I conte di Denbigh (1582–1643)
- Basil Feilding, II conte di Denbigh (1608–1675)
- William Feilding, III conte di Denbigh, II conte di Desmond (1640–1685)
- Basil Feilding, IV conte di Denbigh, III conte di Desmond (1668–1717)
- William Feilding, V conte di Denbigh, IV conte di Desmond (1697–1755)
- Basil Feilding, VI conte di Denbigh, V conte di Desmond (1719–1800)
- William Basil Percy Feilding, VII conte di Denbigh, VI conte di Desmond (1796–1865)
- Rudolph William Basil Feilding, VIII conte di Denbigh, VII conte di Desmond (1823–1892)
- Rudolph Robert Basil Aloysius Augustine Feilding, IX conte di Denbigh, VIII conte di Desmond (1859–1939)
- William Rudolph Stephen Feilding, X conte di Denbigh, IX conte di Desmond (1912–1966)
- William Rudolph Michael Feilding, XI conte di Denbigh, X conte di Desmond (1943–1995)
- Alexander Stephen Rudolph Feilding, XII conte di Denbigh, XI conte di Desmond (n. 1970)

## Conti di Desmond (1628)
- George Feilding, I conte di Desmond (m. 1666)
- William Feilding, II conte di Desmond (1640–1685) (succedette come conte di Denbigh nel 1675)